# Hans Warnecke

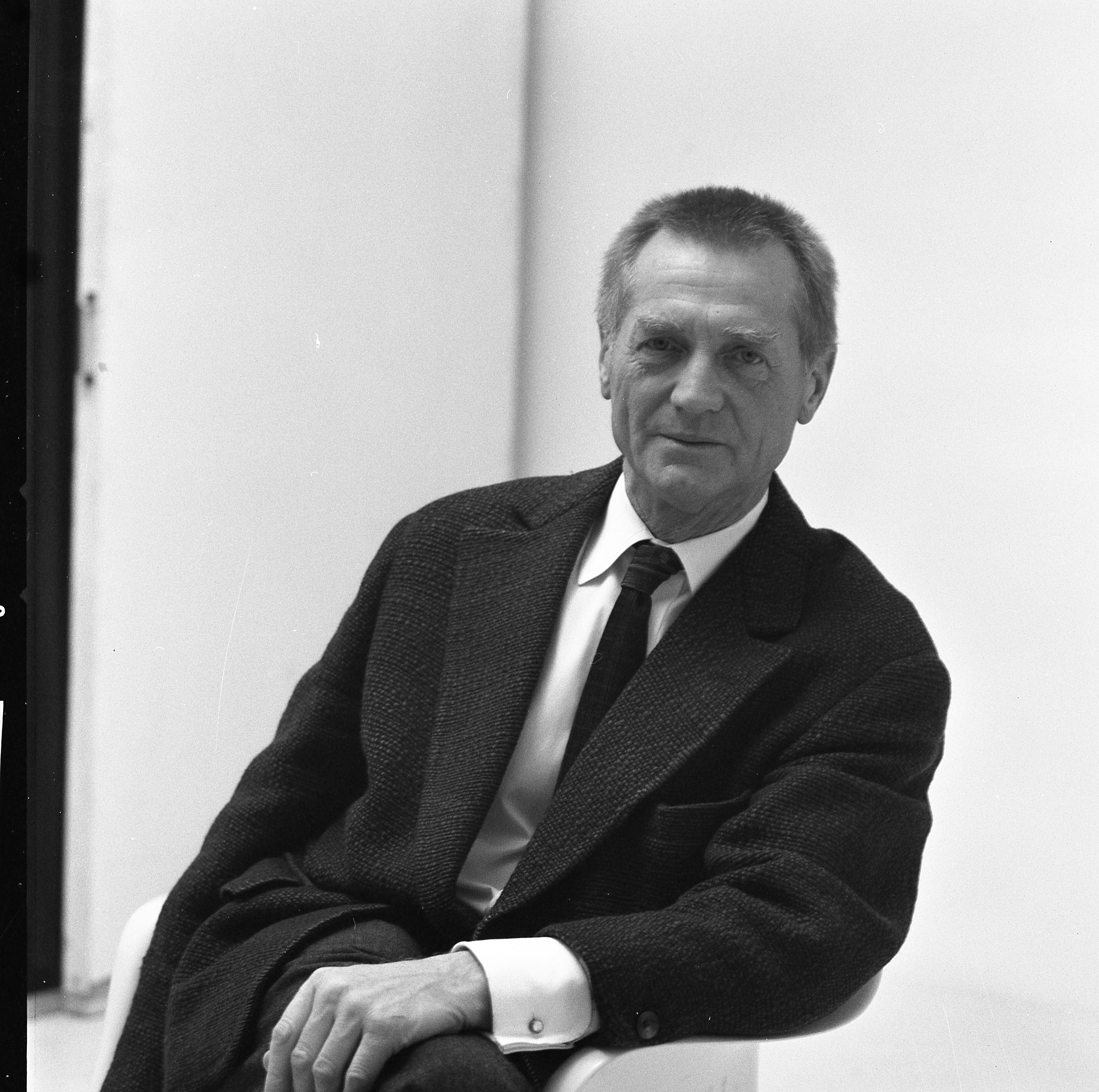
Hans Warnecke 1960, Stuttgart

Hans Warnecke (* 17. August 1900 in Güsten; † 16. Mai 1988 in Oberstaufen) war ein deutscher Gestalter von Schmuck, Lampen und Gerät, Produktgestalter und Professor für Metallbearbeitung sowie Industrielle Produktgestaltung an der Staatlichen Akademie der Bildenden Künste in Stuttgart.

## Leben

### Ausbildung, Werkstatt in Pforzheim, Messebesuche
1914 bis 1918 absolvierte Warnecke eine Handwerkslehre in einer grafischen Kunstanstalt, 1919 bis 1922 studierte er an der Kunstgewerbeschule Magdeburg bei Karl Fiebiger. Durch Ausstellungen in der Magdeburger Künstlervereinigung „Die Kugel“ und auf der Leipziger Messe trat er mit ersten Emailarbeiten an die Öffentlichkeit. Fundamental inspiriert wurde er 1919 beim Besuch der Bauhauswoche in Weimar. 1920 wurde er Mitglied im Bund Deutscher Kunsthandwerker und fand insbesondere 1921 als Mitglied im Deutschen Werkbund seine sich entwickelnden Ideen beispielhaft vertreten. 1922 hatte er für kurze Zeit eine Anstellung als Entwerfer in der Industrie.

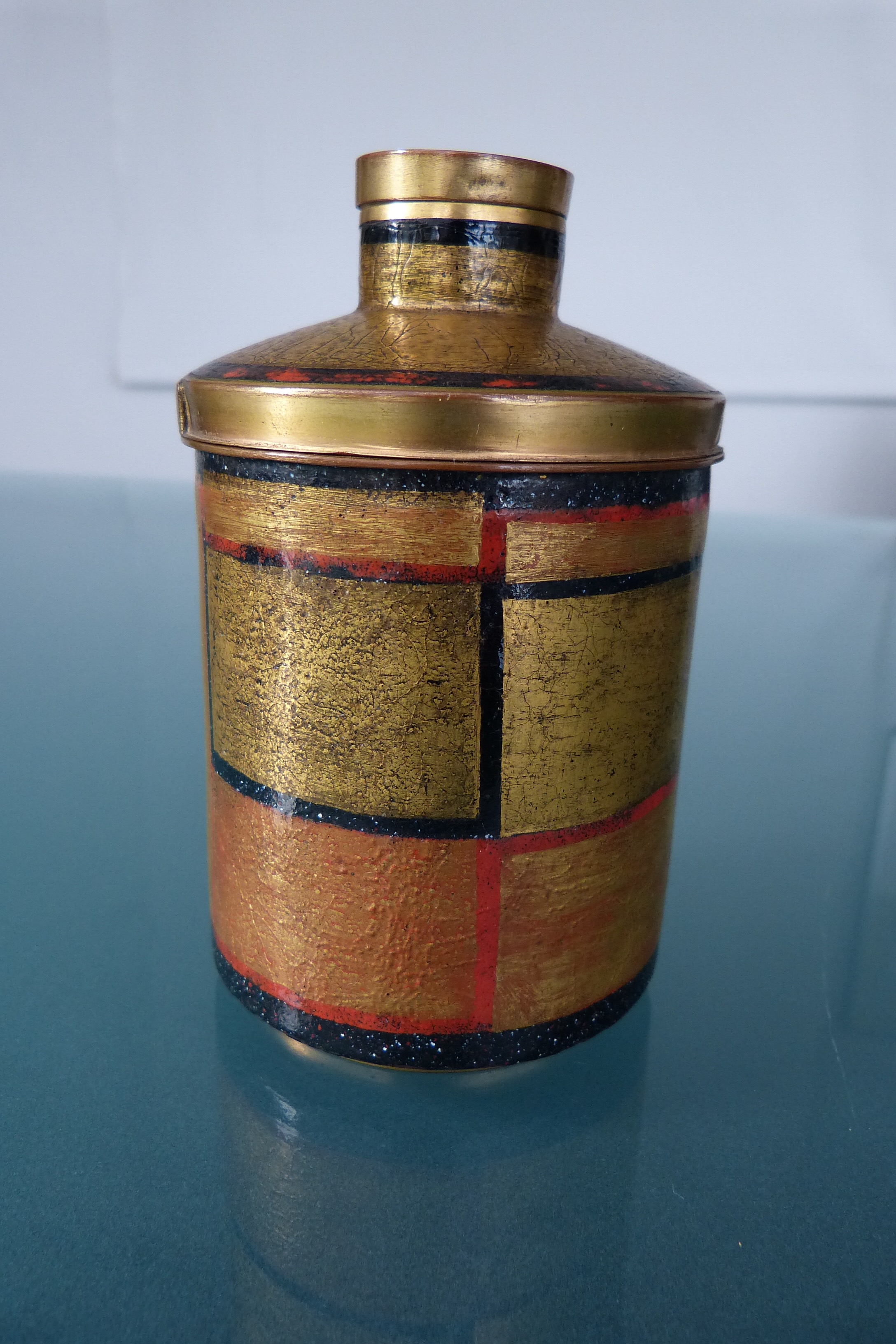
Teedose, gestaltet 1924 gemeinsam mit Erika Habermann im Atelier in Pforzheim, Email und Gold

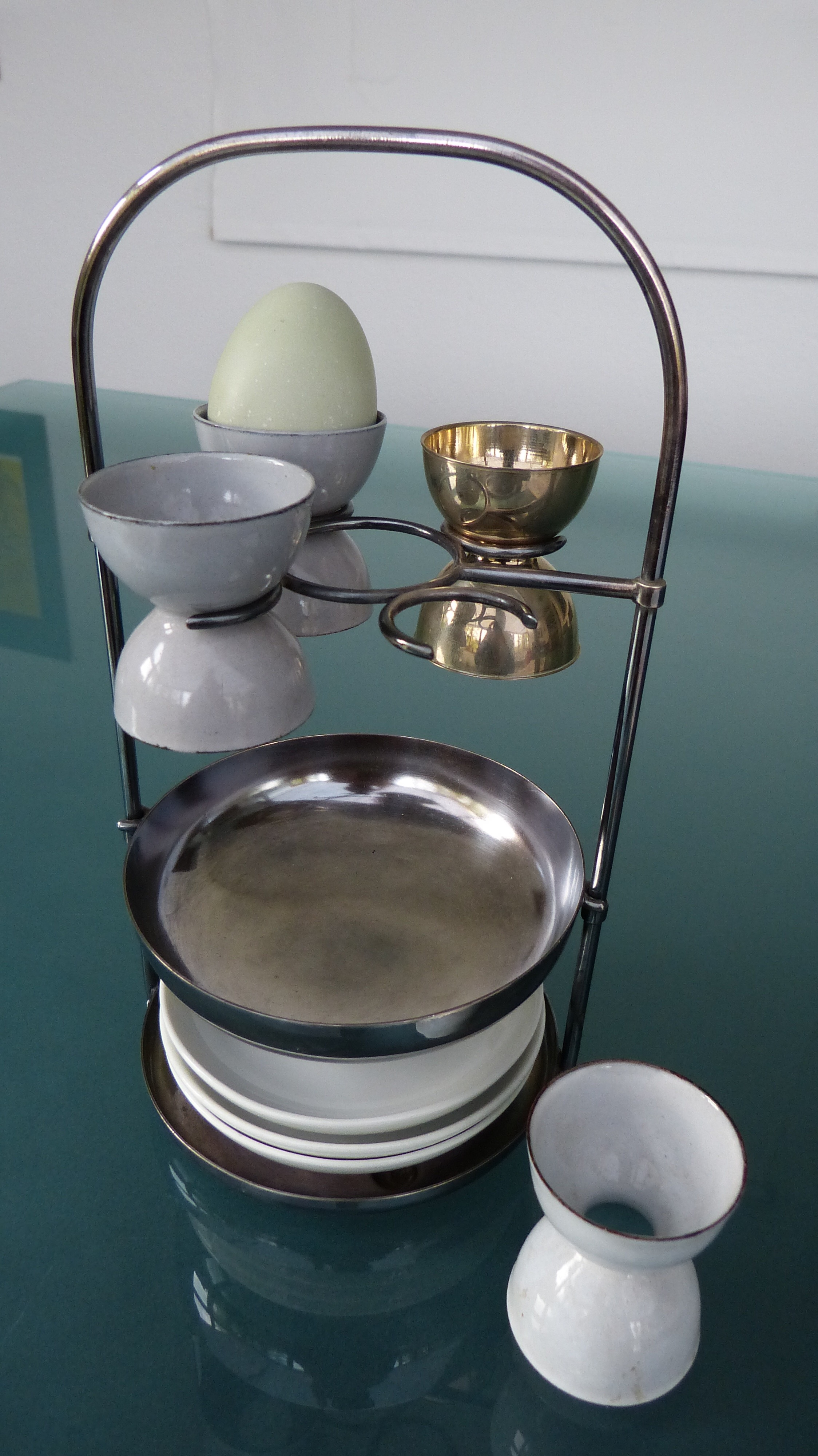
Eierbechergerät, gestaltet 1928 gemeinsam mit Bruder Erhard im Atelier in Frankfurt, Email und Stahl

Von 1922 bis 1927 betrieb er zusammen mit Erika Habermann-Leistikow eine eigene Werkstatt in Pforzheim. In dieser Zeit entstanden richtungsweisende Emailarbeiten, Schmuck, Gerät und Möbel. So kam es zu verschiedensten Ankäufen auf Messen und Ausstellungen durch Museen, unter anderem in Leipzig, Dresden, Magdeburg, Stuttgart, Tokio und Osaka.

### Lehrauftrag an der Städelschule und Werkstatt in Frankfurt
1925 berief ihn Fritz Wichert als Lehrer an die Städelschule in Frankfurt am Main zur Leitung der Werkstatt für Email, Schmuck und Gerät. Von 1926 bis 1939 betrieb er außerdem zusammen mit seinem Bruder Erhard eine eigene Werkstatt in Frankfurt. Als Kollege an der Städelschule entwickelte sich ab 1928 eine Freundschaft mit Willi Baumeister. Die 1920er-Jahre in Frankfurt waren geprägt vom umfassenden Gestaltungsanspruch der Stadt Frankfurt, der sich Ausdruck verlieh im Stadtplanungsprogramm des „Neuen Frankfurt“ unter dem neu berufenen Stadtbaurat Ernst May. Darüber hinaus war es eine gesellschaftlich-kulturelle Reformbewegung, die viele Lebensbereiche umfasste und in die auch die Städelschule, an der Hans Warnecke lehrte, mit einbezogen wurde. Dieser war auch Mitglied der „Oktobergruppe Frankfurt“, die das Ziel hatte, Wissenschaftler und Künstler am Projekt „Neues Frankfurt“ zu beteiligen. Andere Mitglieder waren etwa Ernst May, Ferdinand Kramer, Mart Stam, Hans Hildebrandt, Franz Schuster, Martin Elsaesser, Willi Baumeister, Leberecht Migge, Adolf Meyer und Hans Leistikow.
Hans Warnecke beteiligte sich 1927 an der Werkbundausstellung in Japan, 1928 an der Ausstellung im Kunstgewerbemuseum in Stuttgart, 1929 an der Ausstellung im deutschen Pavillon der Weltausstellung in Barcelona, dem sogenannten „Barcelona-Pavillon“, 1930 an der wichtigen Werkbundausstellung in Paris unter der Leitung von Walter Gropius und Marcel Breuer.
1930 gab Warnecke seine Lehrtätigkeit an der Städelschule auf, um sich ganz auf die Herstellung von Leuchten, Schmuck und Gerät im Frankfurter Atelier zu konzentrieren. Er machte Bekanntschaft mit Adolf Loos, Le Corbusier, Ludwig Mies van der Rohe, Otto Ernst Sutter, Paul Hindemith, Lilly Reich und anderen Persönlichkeiten der Frankfurter Gesellschaft. 1939 heiratete er Gertrud Elhardt, Lehrerin für Mode an der Städelschule und Assistentin von Professorin Margarete Klimt. Noch im selben Jahr wurde er zum Militär eingezogen.
Durch Vermittlung des Architekten und Kunstsammlers Heinz Rasch beteiligte sich Hans Warnecke zwischen 1940 und 1943 gemeinsam mit Oskar Schlemmer, Willi Baumeister und Franz Krause an der legendären Zusammenarbeit mit der Wuppertaler Lackfabrik Kurt Herberts. In der Zeit größter Isolation fertigte die Gruppe Tafeln zur Entwicklung lacktechnischer Oberflächenbehandlungen. 1944 wurde das Atelier und Warneckes darüberliegende Wohnung in Frankfurt durch Bombardierung zerstört, was den totalen Verlust seiner Arbeiten sowie der gesamten Einrichtungen zur Folge hatte.

### Professur in Schwäbisch Gmünd und Stuttgart
Kurz nach dem Krieg, 1946, übernahm Hans Warnecke eine Professur an der Staatlichen Fachschule für das Edelmetallgewerbe Schwäbisch Gmünd, der heutigen Hochschule für Gestaltung Schwäbisch Gmünd und richtete die dortige Meisterklasse ein. 1947 gehört er zu den Erstunterzeichnern des „Nachkriegsaufrufs“, eines Gründungsaufrufs des Deutschen Werkbundes.

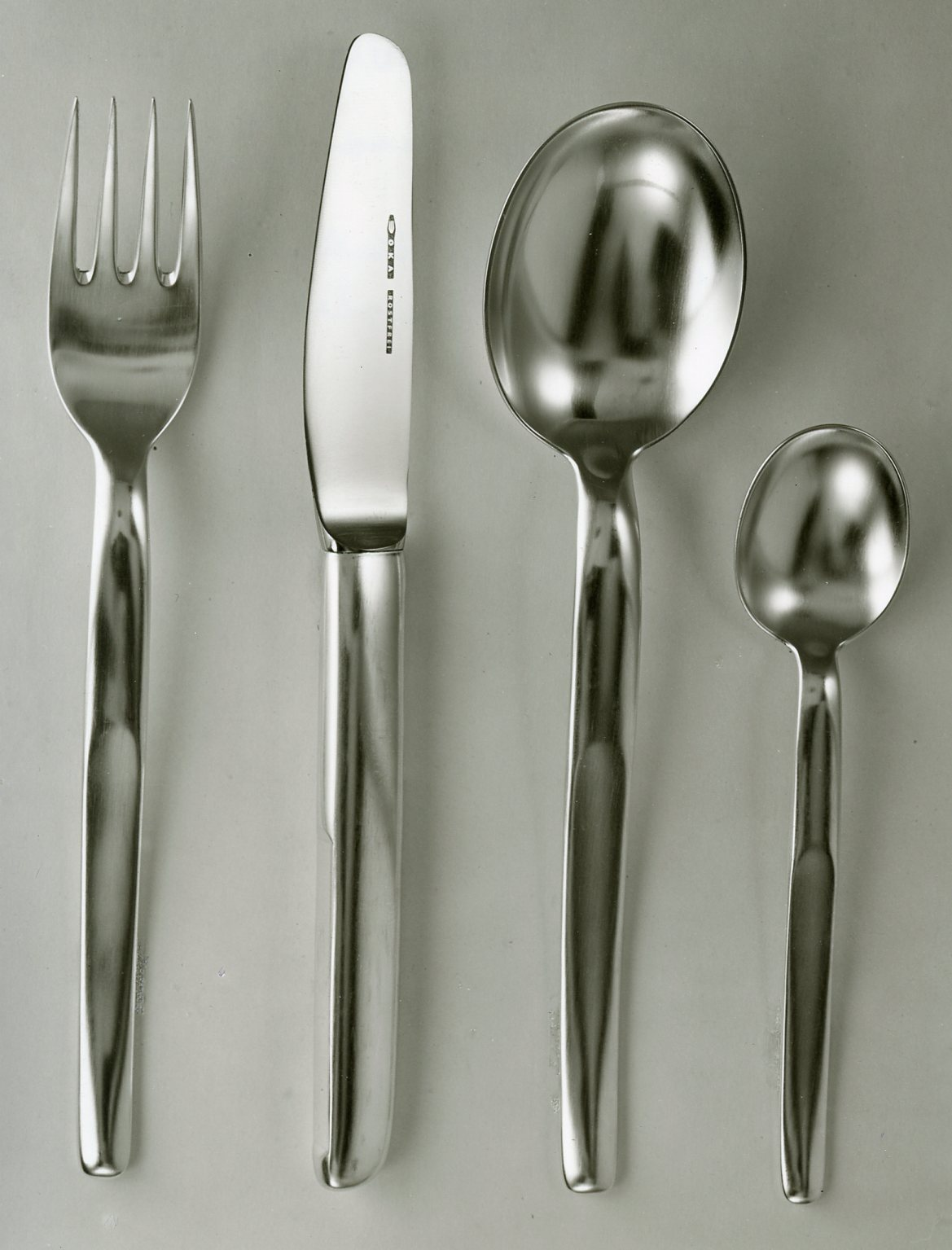
Essbesteck in Silber, 1954, Fertigung durch OKA Altensteig

Auf Betreiben von Richard Döcker, Willi Baumeister und Theodor Heuss übernahm er im Sommersemester 1949 die im Vorjahr neu eingerichtete Metallabteilung an der Staatlichen Akademie der Bildenden Künste Stuttgart; die Professur in Schwäbisch Gmünd ging auf seinen Schüler Karl Dittert über.
In den Folgejahren bewirkte Warnecke in Stuttgart die Schwerpunktverlagerung seiner dortigen Abteilung von handwerklicher Lehre auf die industrielle Produktgestaltung. Daneben fertigte er Entwürfe für die Industrie und publizierte Aufsätze zur Produktgestaltung und zur Lehre. Er gehörte zu dem Kreis avantgardistischer Künstler um Willi Baumeister, der sich im Restaurant „Bubenbad“ traf. 1966 wurde er emeritiert und zog zwei Jahre später nach Oberstaufen im Allgäu.
1977 beteiligte er sich an der Ausstellung Kunstschulreform 1900–1933 im Bauhaus-Archiv in Berlin. 1980 wurde er zum Ehrenmitglied der Akademie der Bildenden Künste Stuttgart und des Verbandes Deutscher Industriedesigner (VDID) ernannt.

## Lehre und Designphilosophie
Hans Warnecke war ein Pionier an der Schlüsselstelle zwischen Kunst, Handwerk und industrieller Formgestaltung. Er gehörte zum Kreis von Lehrpersönlichkeiten, die die Vorstellung der für unsere kulturelle Entwicklung wichtigen 1920er Jahre überzeugend und authentisch in die Nachkriegszeit eingebracht und weiterentwickelt haben.
In Frankfurt und Schwäbisch Gmünd wie auch in Stuttgart waren sein Arbeitsfeld zuerst handwerkliche Produkte, Gegenstände des täglichen Gebrauchs, Gegenstände zum Schmücken, Gegenstände für den Tisch, Gegenstände für den Wohnbereich, aber auch Gegenstände aus dem sozialen und dem kultischen Bereich, kirchliches Gerät und repräsentative Gerätschaften, wie sie zum Auftragsrepertoire seiner Werkstatt gehörten. Obwohl er mit seiner handwerklichen Produktion großen Erfolg hatte, begann er schon in seiner Frankfurter Zeit, neben solchen Einzelstücken auch Modelle für die Serienfertigung zu entwerfen. Auf diese Ende der 1920er Jahre vorbereitete Hinwendung zum Industrieprodukt arbeitete er nach seiner Berufung an die Stuttgarter Akademie zielstrebig hin. Für einige Zeit liefen in Stuttgart handwerklich orientierte und industriell orientierte Aufgabenstellungen ohne ideologische Kluft nebeneinanderher.
Warnecke stellte in seiner Lehre wie in seiner Entwurfsarbeit den Menschen in den Mittelpunkt seiner Betrachtung und verstand die Dingwelt als „einen gesellschaftlich geordneten Anteil der gesamten Ordnung“. Damit knüpfte er am Gedankengut des Werkbundes an. „Nützlich und brauchbar, verträglich und preiswert“ waren die lapidaren Kriterien für diese Qualität, denen eine willkürliche Produktdifferenzierung gängiger Produktgestaltung entgegenstand und dem er das „Typische als Gestaltungsziel“ mit Überzeugung entgegenhielt.
Warnecke war nicht am Bauhaus, hatte aber mit vielen Bauhäuslern und deren Gedankenträgern seit den 1920er Jahren Kontakt, besonders mit Oskar Schlemmer und Willi Baumeister. Er war mit dem dort gepflegten und entwickelten Gedankengut vertraut und entwickelte ein über das Bauhaus hinausgehendes Kriterium, das der „stofflichen Ordnung“ – die Ordnung der Materialien in ihrer optischen, haptischen und anmutungshaften Qualität. Damit sollte ausgedrückt werden, dass die stoffliche Qualität eines Dinges in der „Gesellschaft der Dinge“ ihre Richtigkeit beweisen muss. Beispielhaft sieht er dies am japanischen Haus und am japanischen Garten verwirklicht, wie auch in den Mauerbildern von Baumeister.
Warnecke war davon überzeugt, dass jedem Ding im Kern ein „guter Typ“ innewohnt, den zu finden die Aufgabe so anziehend mache. Der Weg dazu erfordere deshalb für ihn das Zurücktreten des Entwerfers hinter den Gegenstand seiner Arbeit, weil „der Geschmack dort aufhört, wo die Kultur beginnt“. Er verstand darunter die beste Gebrauchsform eines Gegenstandes, die von jeder individualistischen Absicht entkleidete Gestalt eines Gegenstandes. Der „gute Typ“ eines Gegenstandes war für ihn jedoch nicht fertigungsbedingte Standardisierung im technokratischen Sinne, sondern Ausdruck einer kulturell bedingten Gebrauchsweise, von kulturgeschichtlichen Bedingungen geprägt, das in eine Gestalt gekleidete Wesen eines Gegenstandes, unabhängig von Trends und Moden.